# Amar Sylla
Amar Sylla (Dakar, 1 oktober 2001) is een Senegalees basketballer.

## Carrière
Sylla speelde in de jeugd van Real Madrid en speelde voor Real Madrid B van 2017 tot 2019. Hierna speelde hij twee seizoenen voor de Belgische eersteklasser BC Oostende waarmee hij twee keer landskampioen werd en een keer de beker won. Hij trok zich terug uit de NBA draft in 2020 en werd een jaar later niet gekozen. In 2021 tekende hij bij de Litouwse eersteklasser KK Nevėžis waar hij een seizoen speelde. In het seizoen 2022/23 keerde hij terug naar de Spaanse competitie en speelde voor Real Betis Baloncesto.
In 2023 ging hij spelen voor de Duitse club Löwen Braunschweig. Na een seizoen keerde hij opnieuw naar de Spaanse competitie ditmaal tekende hij bij Bilbao Basket.

## Erelijst
- Belgisch landskampioen: 2020, 2021
- Belgische bekerwinnaar: 2021